# Antistrophe glabra
Antistrophe glabra là một loài thực vật có hoa trong họ Anh thảo. Loài này được A.G.Pandurangan & V.J.Nair mô tả khoa học đầu tiên năm 1997.